# 沈氏骨鳂
沈氏骨鰃（学名：Ostichthys sheni），又名沈氏骨鱗魚，为金鱗魚科骨鰃屬下的一种夜行性魚種。身体扁圆，眼大，鱼鳞呈淡紅色。